# 117413 Ramonycajal
117413 Ramonycajal è un asteroide della fascia principale. Scoperto nel 2005, presenta un'orbita caratterizzata da un semiasse maggiore pari a 2,4078357 UA e da un'eccentricità di 0,1331345, inclinata di 2,25627° rispetto all'eclittica.